# Abdel Hakim Laleye
 (novembre 2019).
Abdel Hakim Amzat Laleye, alias Laha, né en 1971 à Porto-Novo au Bénin, est un romancier, scénariste, réalisateur et entrepreneur béninois. Il est le Président-Directeur Général de la maison de production Laha production. 

## Biographie
Diplômé en droit et en commerce international, il a reçu la plume d’or au Bénin, décerné par la Fédération des Associations d’Ecrivains, Gens de Lettres et Assimilés du Bénin (FAEGLA-Bénin) pour sa contribution au développement culturel du Bénin, en général, et à celui de la littérature en particulier[source insuffisante]. 
Plus connu sous ses initiales LAHA, ce féru de culture dirige un grand groupe dénommé Vasyvoir Invest, dont les activités sont subdivisées en trois branches à savoir Laha productions, pour la production d’œuvres photographiques et cinématographiques, Laha éditions (maison d’édition du groupe), et ONG Asro (Aide Sociale et Réinsertion des Oubliés) qui s'occupe du social et de l'humanitaire.

## Filmographie
- Tcha Alifin.
- Femme.
- Agbako.
- Class B.
- Tangy Popy.
- Mamie Ambiance.
- Assou Gbo.
- Jumeaux.
- Héélou Gbèto[réf. souhaitée].

## Publications
- Pourquoi moi, Laha Edition, 2007[1].
- Aimer de nouveau, Laha Edition, 2009[2].
- L'Ami intime, Laha Edition, 2009[3].
- Tourbillon, Laha Edition, 2010[4].
- Le Péché du père, Laha Edition, 2011.
- Afolabi, Laha Edition, 2011.
- La Fortune du Diable, Laha Edition.
- L'Ami intime, Laha Edition, 2009.
- Aagan, Laha Edition, 2014.
- La nuit fatale en cinq tomes, Laha Edition, 2014.
- Destin d'une danseuse, Laha Edition, 2014.
- Idole, Laha Edition.
- La fortune du diable, Laha Edition, 2007.
- L’obsession cachée, Laha Edition, 2014[5].
- Le premier amour est toujours le dernier, Laha Edition, 2014.
- Héros, Laha Edition, 2014.
- Pierre précieuse, Laha Edition, 2014.
- Le premier amour est toujours le dernier renommé Serment d'Abstinence, Laha Edition, 2014.
- Obama et nous, Plume Soleil, 129 p.[6].